# مومباسیلیو
مومباسیلیو (به ایتالیایی: Mombasiglio) یک کومونه در ایتالیا است که در استان کونیو واقع شده‌است. مومباسیلیو ۱۷٫۲ کیلومتر مربع مساحت و ۶۰۴ نفر جمعیت دارد.